# زرين جوب (خسرو أباد)
زرین جوب (بالفارسية: زرین جوب) هي قرية تقع في إيران في قسم خسرو أباد الريفي. يقدر عدد سكانها بـ 35 نسمة بحسب إحصاء 2016.